# Sensenti
Sensenti (uit het Nahuatl: "Droge maïskolf") is een gemeente (gemeentecode 1415) in het departement Ocotepeque in Honduras.
Het dorp ligt in de Vallei van Sensenti, aan de Rio Grande.

## Bevolking
De bevolking is als volgt verdeeld:
| Vrouwen | 5924 | 50,3% |
| Mannen  | 5852 | 49,7% |